# Sân vận động IGA
Sân vận động IGA (Tiếng Pháp: Stade IGA) là một sân quần vợt chính của Giải quần vợt Canada Mở rộng ở Montreal, Quebec. Được xây dựng vào năm 1996, sân vận động hiện tại đang có sức chứa 8,000 chỗ ngồi. Sân vận động có tên cũ là Stade Du Maurier, sau cigarette brand. Từ năm 2004 đến năm 2018, tên sân vận động là Uniprix, một chuỗi nhà thuốc ở Quebec. Vào thứ 2, ngày 16 tháng 4 năm 2018, Tennis Canada đã chính thức đặt tên cho sân vận động này là Sân vận động IGA.